# ۴۳۰۵ کلپتون
سیارک ۴۳۰۵ (به انگلیسی: 4305 Clapton، نامگذاری:1976EC) چهار هزار و سیصد و پنجمین سیارک کشف شده‌است که در ۷ مارس ۱۹۷۶ کشف شد.
قدر مطلق سیارک برابر ۱۲٫۶۰ است.